# کلر توری
کلر توری (انگلیسی: Clare Torry؛ زادهٔ ۱۹۴۷) یک خواننده اهل بریتانیا است که بیشتر به دلیل اجرای آهنگ آوازی کنسرتی بزرگ در آسمان، پنجمین آهنگ از آلبوم نیمه تاریک ماه (آلبوم) از گروه موسیقی پراگرسیو راک پینک فلوید شناخته شده‌است. او همچنین تک‌آهنگ عشق مثل یک پروانه است از دالی پارتن را برای ترانه آغازین سریال پروانه‌ها از شبکه بی‌بی‌سی بازخوانی کرد.